# فرودگاه استیجاری فرزنو چندلر
فرودگاه فرسنو چاندلر اگزکیوتیو (به انگلیسی: Fresno Chandler Executive Airport) یک فرودگاه همگانی بهره‌برداری هوایی با کد یاتا FCH است که یک باند فرود آسفالت دارد و طول باند آن ۱۱۰۶ متر است. این فرودگاه در شهر فرزنو کشور ایالات متحده آمریکا قرار دارد و در ارتفاع ۸۵ متری از سطح دریا واقع شده است.